# Dichochrysa flavifrons
Dichochrysa flavifrons är en insektsart som först beskrevs av Brauer 1851.  Dichochrysa flavifrons ingår i släktet Dichochrysa och familjen guldögonsländor. Arten är reproducerande i Sverige.

## Underarter
Arten delas in i följande underarter:
- D. f. flavifrons
- D. f. nigropunctata